# Maya Bouma
Maya Bouma (Groningen, 17 oktober 1933 – Den Haag, 18 mei 1998) was een Nederlands actrice, die in 1955 debuteerde in het ABC-cabaret van Corry Vonk en Wim Kan.

## Loopbaan
Maya Bouma was ook betrokken bij de oprichting van het Tingel Tangel-cabaret. Grote bekendheid kreeg zij door haar optreden als de keurige secretaresse Paula Metz in de televisieserie Pension Hommeles. In 1976 speelde ze de vrouwelijke hoofdrol in de serie Pa Pinkelman en Tante Pollewop, een bewerking van de strip van Godfried Bomans.
Bouma speelde samen met haar zus, Annelies Bouma, in haar eigen shows bij de VPRO en deed mee aan hoorspelen en de nasynchronisatie van teken- en poppenfilms. Zo sprak ze de stem in van Frou-Frou uit De Aristokatten bij de Nederlandstalige filmversie uit 1980. Als regisseuse werkte zij bij het amateurtoneel en operetteverenigingen.

### Privé
Bouma was getrouwd met acteur Frans Vasen; samen hadden zij twee dochters. Ze was de zus van televisiepresentator Bob Bouma en cabaretière Annelies Bouma en een dochter van Siebe Jan Bouma (1899-1959), stadsarchitect van Groningen en de stedenbouwkundig ontwerper van Madurodam.